# Jeu de guerre
Pour les articles homonymes, voir Jeux de guerre et Wargame.
Cet article concerne les jeux militaires simulant des conflits. Pour la compétition sportive des forces armées, voir Jeux mondiaux militaires.

Un exemple de wargame historique ; ici sur la bataille de la Trébie (deuxième guerre punique).

Le jeu de guerre (en anglais wargame), aussi appelé jeu d'histoire, simulation de conflit ou jeu de stratégie, est un loisir dans lequel un ou plusieurs joueurs (nommés wargamers ou belliludistes) simulent des batailles ou des guerres.
Ils ont d'abord servi à planifier des opérations militaires dans les états-majors militaires à partir de la fin du XIXe siècle sous le nom allemand de Kriegsspiel. Après les deux guerres mondiales, les amateurs de stratégie inventèrent alors des jeux qui évoquaient cette activité sur un plateau.
Un jeu de guerre combine généralement une carte, des pièces de jeu représentant des personnages ou des unités militaires et une série de règles qui explique ce que les joueurs peuvent faire ou ne pas faire avec ces dernières. Son objet, qu’il soit historique ou non, est de permettre au joueur de modéliser un évènement spécifique et d’en modifier le cours.
Pour être considéré comme un jeu de guerre, un jeu doit être aussi réaliste que possible, ce qui est en réalité bien difficile à atteindre. Toute modélisation porte en elle-même ses biais. Le "réalisme" est donc une notion relative.. Certains d'entre eux sont utilisés dans un contexte professionnel, notamment par les armées mais aussi en économie ou dans l’éducation.
Le code Dewey pour la classification en bibliothèques est 793.92.

## Une définition parfois floue
Il existe de nombreuses définitions du jeu de guerre mais aucune qui fasse totalement l'unanimité. On pourrait citer cette de J. Dunnigan "Une machine à remonter le temps en papier. Les échecs en mieux" (source : wargaming Handbook 3e édition, p.1), celle de Peter Perla "Un jeu de guerre est une modélisation ou une simulation de la guerre dont le fonctionnement n’implique pas l’usage d’authentiques forces militaires et dont la séquence des évènements affecte et est affectée par les décisions des joueurs représentant les camps opposés" (Peter Perla, The Art of Wargaming) ou celle de Francis McHugh "Un jeu de guerre est une simulation d’aspects choisis d’une situation de conflits s’appuyant sur des données et des règles préétablies afin de fournir à ses participants des expériences de prise de décision transposables dans la vie réelle" (F. McHugh, The Fundamentals of Wargaming, 1966).
La définition d'un jeu de guerre ne pose en général pas de problème lorsqu'il s'agit de jeux à thème historique (simuler des batailles et des guerres qui ont réellement eu lieu). Mais de nombreux jeux de société, dits « jeux de plateau », mettent en œuvre des combats, notamment des jeux ayant une ambiance fantastique ou de science-fiction, et en général des jeux à l'échelle tactique ou sub-tactique (cf. infra). Il devient alors délicat de classer les jeux dans telle ou telle catégorie.
En général, on considère qu'un jeu est un jeu de guerre s'il porte exclusivement sur la simulation du combat. Par exemple, les jeux suivants ne sont pas considérés comme des wargames : Blood Bowl, Dungeon Twister, La Guerre de l'Anneau ou Risk.
Dans un cadre différent, certains jeux et simulations utilisés comme aide à la formation, à la décision ou à la communication sont aussi quelquefois qualifiées de jeux de guerre. Même si certains cas de jeu sérieux ou de business-wargame (selon leur échelle et leur analogie au véritable jeu de guerre issu du Kriegsspiel) ont bien un lien de parenté avec les jeux de guerre, en règle générale ce n'est pas le cas.

## Types
Habituellement, les jeux d'histoire sont classés selon l'époque, l'aire et l'échelle du conflit simulé.

### Cadre historique
On peut citer des périodes particulièrement représentées :
- Antiquité (grandes civilisations d'Orient, Rome, Grèce, Byzance) ;
- Moyen Âge (sans arme à feu) ;
- Guerres napoléoniennes ;
- Première et Seconde Guerres mondiales ;
- Guerre du Viêt Nam ;
- guerres contemporaines ;
- Une hypothétique Troisième Guerre mondiale ;

Ainsi que le vaste domaine du rêve et de l'imaginaire :
- Fantasy (elfes, nains, gobelins, etc.)
- Futuriste

### Échelle (ou niveau)

Une scène typique d'un wargame tactique, dans lequel un joueur rouge effectue un assaut amphibie contre un joueur vert.

L'échelle est un autre paramètre de classification de ces simulations. On se base soit sur la taille de la plus petite unité de jeu, soit sur l'étendue de la zone géographique couverte pour déterminer son échelle. L'échelle se base sur un niveau stratégique, opérationnel ou tactique.

#### Stratégique
Les unités sont typiquement de la taille d'une division, d'un corps d'armée ou d'une armée et sont basées sur leur force brute en effectifs et matériels. La production économique et la diplomatie entrent en jeu. Typiquement, toutes les branches sont représentées (air, terre, mer) et parfois toutes les forces d'une nation. Elles couvrent des guerres complètes ou de longues campagnes.
Exemples : Empires in Arms (Avalon Hill) sur les guerres napoléoniennes, World in Flames sur la Seconde Guerre mondiale ou Pacific War sur la guerre du Pacifique, La Grande Guerre 14-18 sur la Première Guerre mondiale ou Vietnam 1965-1975 (Victory Games) sur la guerre du Viêt Nam.

#### Opératif (opérationnel)
Les unités sont d'une taille variant d'un bataillon à une brigade et les facteurs opératifs (opérationnels) sont pris en compte (résistance à l'usure, graduation des efforts, capacité de manœuvre, etc). La manœuvre d'ensemble (ou plan), la vision générale de la situation et l'usage des réserves sont les facteurs les plus importants. Ces simulations sont souvent basées sur une seule branche des forces armées, les autres étant représentées sous forme abstraite. Elles couvrent une seule campagne ou une seule bataille de dimensions stratégiques (ou « hors de la vue »).
Exemples : jeux avec figurines Napoleon's Battles, Fire and Fury (guerre de Sécession), Spearhead (Seconde Guerre mondiale) ; jeux avec pions Battle for Germany (Games Designer Workshop) (bataille de RFA OTAN/Pacte de Varsovie), Napoleon's Last Battles sur la campagne de Belgique, Panzerkrieg (Ukraine 1941-1944) et Barbarossa sur l'opération Barbarossa, ou RAF sur la bataille d'Angleterre, (Vae Victis) sur les campagnes de Domitien, Trajan et Hadrien, etc.

#### Tactique
Les unités vont d'un simple véhicule à une escouade (squad en anglais) ou une compagnie et sont basées sur le type et la portée de leurs armes. Pratiquement toujours basées sur une seule branche de l'armée (souvent de terre), les autres étant totalement abstraites. Elles couvrent une seule bataille ou une partie d'une grande bataille.
Exemples : Jeux avec figurines : De Bellis Multitudinis et ses déclinaisons, Johnny Reb, Section d'Assaut, Squad Leader, Advanced Squad Leader (surnommé « ASL », Seconde Guerre mondiale niveau groupe de combat), Fireteam (sorte d'ASL « moderne »), Siege of Jerusalem (le siège de 70 par les Romains), etc.

##### Escarmouche ou sub-tactique
Les unités représentent chacune un soldat. On prend en compte l'état de santé et les munitions de chaque unité. Elles couvrent de petites « escarmouches ».
Exemples : Firepower (individuel moderne), Open Fire (combats de chars de la Seconde Guerre mondiale), Ambush! (en) et ses modules (solitaire individuel Seconde Guerre mondiale), les jeux de la série de base Cry Havoc pour le Moyen Âge, etc.

## Jeux d'histoire

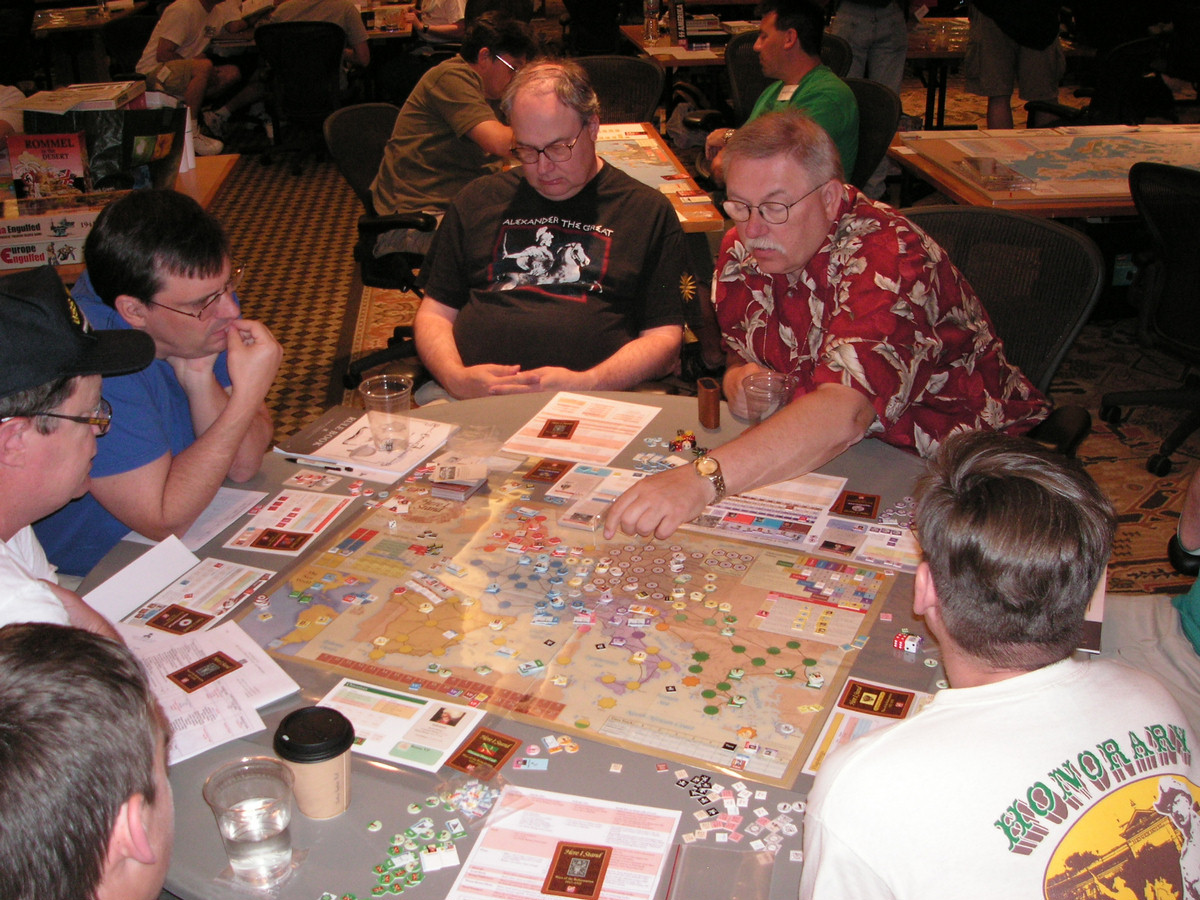
Une session de Here I Stand en cours.
Les joueurs se battent pour l'influence religieuse et politique sur l'Europe du XVIe siècle dans ce jeu de plateau de 2006.

Les jeux d'histoire sont consacrés à la simulation d’événements militaires historiques et de leurs paramètres connexes.
Il en existe plusieurs catégories ; les termes suivants ne sont pas systématiquement utilisés par la communauté des joueurs, il s'agit de néologismes ou de propositions de francisation de termes anglophones :
- Jeu d’histoire sur carte : jeu d’histoire utilisant comme support une carte et des pions.
- JaB – Jeu à Blocs : jeu d'histoire dont les pièces de jeu sont constituées de blocs de bois.
- JaCA – Jeu à Cartes d’Activation : jeu d’histoire dont les règles s’articulent autour de cartes à jouer pour gérer activations, actions ou événements (Twilight Struggle par exemple).
- Jeu d’histoire avec figurines : jeu d’histoire utilisant comme support un décor, comme plan de jeu, et des figurines.
- DTP – « Découpe Tes Pions » (de l'anglais DTP = DeskTop Publishing) : jeu produit et édité directement par ses concepteurs, à partir de matériel bureautique et fourni avec des planches de pions à découper et à monter (par exemple le magazine Vae Victis).

Enfin, une « série » est un groupe de jeux d'histoire sur le même thème, plus ou moins large, partageant les mêmes règles de base.

### Mécanismes
Bien que chaque jeu soit différent, on retrouve fréquemment un certain nombre de mécanismes. De façon récurrente, on trouve l'enchaînement de phases, alternées ou imbriquées, de mouvement ou de combat. Quelle que soit l'échelle, il existe une partie du tour servant à la préparation du combat et une autre à sa résolution.

#### Gestion du temps
Action d'opportunité
Les joueurs jouent normalement chacun leur tour. Cependant, certains jeux prévoient des actions dites d'opportunité. Par exemple, si une unité d'un joueur fait un mouvement et se retrouve dans la zone de tir d'une unité adverse, les règles peuvent prévoir un tir d'opportunité alors que ce n'est pas le tour du joueur contrôlant l'unité.
Événement extérieurs ou fortuits
Le scénario peut prévoir certains événements à certains tours, comme l'arrivée de renforts. Certains événements peuvent être tirés au hasard, comme la météorologie ou l'arrivée de ravitaillement ou de renforts.
Tour par tour
La gestion de la simultanéité des actions est difficile. Le jeu est découpé en tours représentant selon l'échelle quelques minutes (escarmouche), dizaines de minutes (tactique), jours (opérationnel) ou semaines (stratégique).
Par souci d'équité, les joueurs jouent l'un après l'autre au sein d'un tour. Soit chaque joueur fait toutes ses actions, soit les joueurs alternent, chacun jouant une unité à la fois.
Certaines actions priment parfois sur d'autres. Par exemple, on peut résoudre toutes les actions de tir avant de résoudre les autres actions (déplacements et combat au corps à corps).
Le nombre d'actions qu'un joueur peut effectuer peut varier selon le camp, reflétant ainsi la capacité d'initiative et de renseignement du camp.

#### Placement et déplacement des unités
Brouillard de guerre
Le général n'a pas tous les renseignements sur la situation réelle ; on appelle ceci le « brouillard de guerre » (fog of war). Ceci peut se simuler de deux manières :
- les joueurs masquent leurs pions, l'adversaire ne peut donc pas connaître leurs capacités ; certains pions sont des leurres ;
- il y a un arbitre et trois cartes ; toutes les unités sont placées sur la carte de l'arbitre ; pour chaque joueur, la carte ne contient que ses propres pions, ainsi que certains pions adverses placés par l'arbitre ; cette solution est très contraignante et n'est en général utilisée qu'en tournoi.

Capacité de déplacement
Souvent, la capacité de déplacement est exprimée par un nombre de points. Si la carte est découpée en cases (hexagonales en général), changer de case nécessite une dépense de points dépendant du type de terrain (route, plaine, colline...). Sur les cartes sans cases (jeu avec figurines), les déplacements se mesurent en centimètres (ou en pouces pour les jeux anglo-saxons).
Empilement
Dans les jeux avec pions en carton, les unités peuvent parfois fusionner (par exemple unité d'infanterie progressant avec une unité de chars d'assaut). Les pions sont alors empilés. Les règles d'empilement définissent les limites à l'empilement, ainsi que la manière dont les pions se comportent lors d'un combat (mise en commun du potentiel d'attaque, répartition des dégâts).
Placement initial
Le placement initial peut être libre, dans la limite d'une portion de territoire donnée. Il peut être aussi imposé par le scénario.
Socle
Dans les jeux avec figurine, la taille du socle indique en général la place occupée par l'unité. Ceci dépend du type d'unité (cavalerie, fantassin…) mais aussi de son organisation (en rang serré, chaotique…).

#### Combat
Ligne de tir
Lorsque des unités ont une capacité de tir (arc, arme à feu), on ne peut pas toucher une unité qui est masquée par un obstacle. Certains jeux gèrent l'altitude : une unité peut alors tirer si elle est plus haute que l'obstacle, ou si la cible est plus haute.
Officier
Les capacités d'une unité peuvent être augmentées par la présence à proximité — ou dans l'unité, le pion est alors empilé — d'un officier. L'officier est ainsi parfois considéré comme une unité à part (pouvant se déplacer indépendamment, pouvant être tué).
Retournement des pions
Les unités ayant subi une attaque sont affaiblies (par exemple capacité de déplacement ou d'attaque réduite, comportement de fuite systématique). Souvent, on retourne le pion pour indiquer que l'unité est affaiblie. Les règles peuvent prévoir les circonstances dans lesquelles un pion est remis « en état » (par exemple ralliement par un officier).
Table de résolution
Les combats sont parfois résolus avec une table de résolution. Les capacités des unités sont reportées sur les lignes et colonnes, et la case de la table ainsi désignée indique les conditions de victoire (score à réaliser avec des dés). Ou encore, on fait la différence des capacités de combat que l'on reporte sur les colonnes, un jet de dés indique la ligne, et la case désignée indique le résultat du combat.

#### Conditions de victoire
Les conditions de victoire dépendent du scénario. Cela peut être conquérir un objectif, détruire le maximum d'unités ennemie, réussir à faire transiter une unité particulière (évacuer une personnalité, transporter un matériel sensible, un document), tenir un siège un certain nombre de tours (avant l'arrivée de renforts)…

### Jeux d'histoire
- Série De Bellis… (ou DBx)
  - De Bellis Antiquitatis (DBA) (la guerre de l'Antiquité à la période médiévale en figurines 15 mm), une armée complète fait 12 plaquettes, d'un éléphant de guerre à quelques fantassins ou cavaliers par plaquette.
  - De Bellis Multitudinis (DBM) de 3000 av. J.-C. à 1500 ap. J.-C., les mêmes plaquettes que DBA mais une armée contient de 150 à 400 figurines : de l'antique médiéval grand-tactique.
  - De Bellis Renationis (DBR) base DBM, de 1500 à 1700, de la Renaissance à la guerre en dentelles.
- We Are Napoléon, wargame empire à l'échelle de la brigade. Quatre scénarios gratuits et jouables par navigateur : Eylau, Austerlitz, Ligny, Waterloo (Pousse-pion éditions, 2011).
- Irlande 1798 : jeu sur l'expedition d'Irlande (1798) des soldats français du général Humbert par Vae Victis numéro 86 - 2009.
- De Bonaparte à Napoléon (DBN) mécanisme inspiré par la série DBM pour le 1er empire.
- De Bull Run à Gettysburg (Pierre Laporte, Histoire & Collections, 2001).
- Le Jeu de la Guerre par Guy Debord, basé sur la théorie de Clausewitz et la guerre classique du XVIIIe siècle[4] (Gallimard, 2006).
- Wooden Ships and Iron Men : la marine à voile à la fin du XVIIIe siècle.
- Les Trois Couleurs : règle de Kriegspiel pour figurines (période 1792-1815).
- Les Aigles (jeu) période 4e empire.
- La Flèche et l'Epée, tactique et opérationnel, période Antique-Médiévale, Wargam Research Group
- Empires in Arms (Harry Rowland et Greg Pinder, Avalon Hill, 1983)
- Napoléon à Austerlitz, le jeu de référence du wargame à la française (Jean-Pierre Défieux, Jeux Descartes, 1979)
- Friedland (Jean-Jacques Petit, Jeux Descartes, 1992)
- Napoleon's Battles (NB) de Avalon Hill pour jouer avec des figurines même les plus grandes batailles de 1792 à 1815 - La règle est aujourd'hui déclinée de 1700 à 1850
- Solferino (Jean-Pierre Défieux, Jeux Descartes, 1978)
- Bataille de la Marne 1914 (Jean-Jacques Petit, Jeux Descartes, 1982)
- Blitzkrieg (Onyx Éditions) Règle de jeu avec figurines pour la Seconde Guerre mondiale (en français)
- 2eme D.B. "I : Normandie"(Jean-Jacques Petit, Jeux Descartes, 1982)
- Ðiện Biên Phủ (Jean-Jacques Petit, Jeux Descartes, 1980)
- Cry Havoc (escarmouche, Moyen Âge)
- Squad Leader et Advanced Squad Leader (tactique, Seconde Guerre mondiale)
- Section d'Assaut (tactique, 2de Guerre mondiale, avec figurines), utilisé fréquemment avec des figurines 1/72, de façon à inclure dans le jeu des maquettes plastiques de véhicules (Airfix…)
- L'Art de la guerre (Onyx Éditions) règle en français permettant de jouer avec des figurines de toutes échelles de 3500 av. J.-C. à la fin du Moyen Âge.
- Flames of War (tactique, 2de Guerre mondiale, avec figurines), à l'échelle 15 mm.
- Vietnam 1965-1975 (Nick Karp, Victory Games, 1984)
- Série Jours de Gloire, (Frédéric Bey, 45 batailles napoléoniennes publiées depuis 1997 par Vae Victis et Canons en Carton)
- Série Au fil de l’Épée, (Frédéric Bey, 36 batailles médiévales publiées depuis 1999 par Vae Victis et Canons en Carton)
- Imperator, Semper Victor et Ultimus Romanorum (Frédéric Bey, jeux stratégiques sur l'Empire romain publiés en 2001, 2004 et 2007 par Vae Victis)
- Morne Plaine, jeu en ligne en tour par tour (Pousse-pion éditions, 2005)
- BannerWar, jeu antique et médiéval avec figurines de 6mm à 32mm (Sajouvit, 2018)
- mémoire 44, tactique, seconde guerre mondiale, avec figurines (aussi en ligne)
- Napoléon 1806, Napoléon 1807, Napoléon 1815, (Denis Sauvage, Shakos 2018,2020,2022, jeux stratégiques sur les campagnes napoléoniennes à l'échelle des corps d'armée, se voulant accessibles au grand public avec des parties courtes - 90min env)

### Univers imaginaires

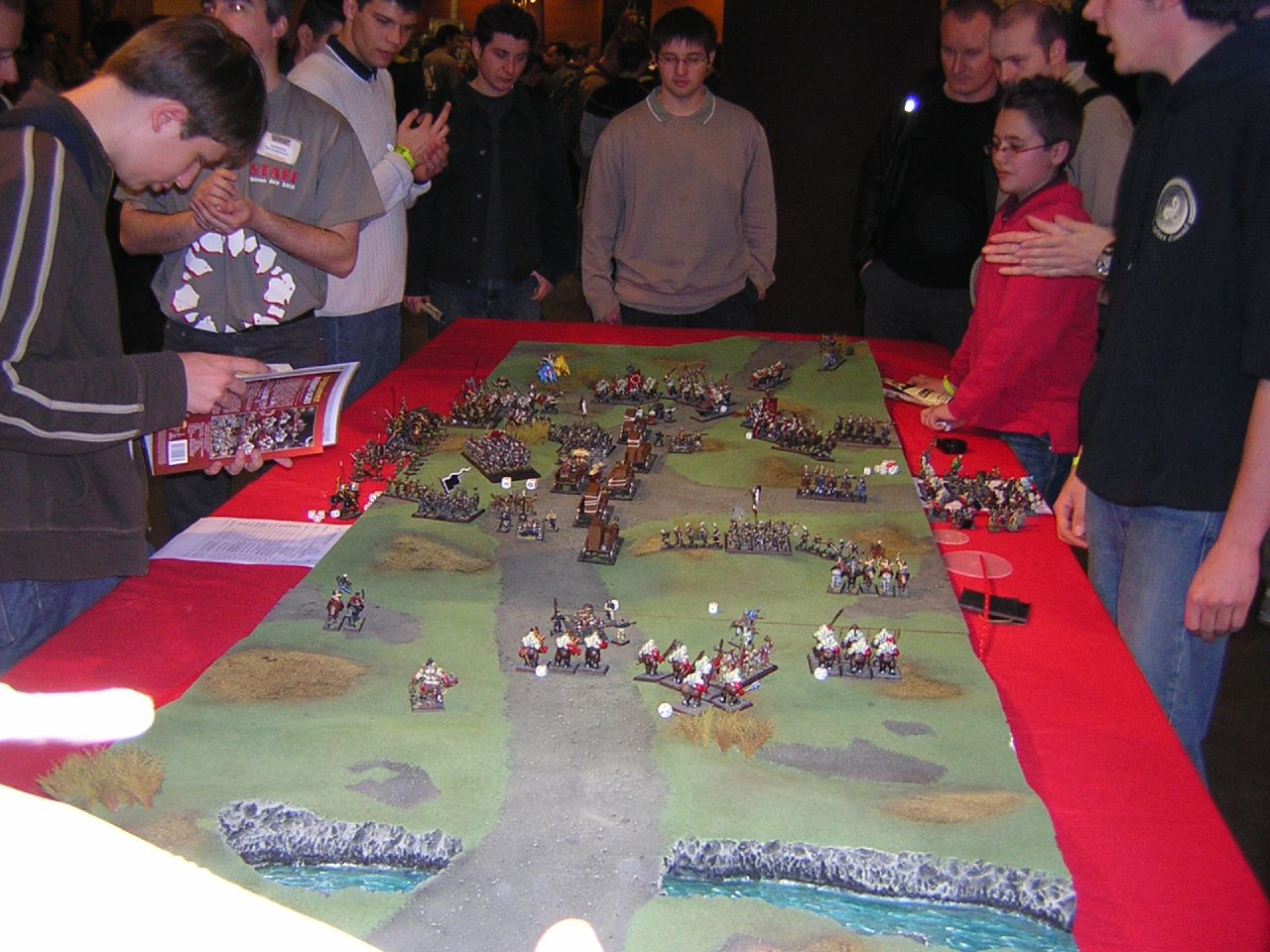
une partie de Warhammer Fantasy Battle en cours.
Les figurines peintes représentent les troupes, et les dés sont utilisés pour déterminer le résultat des actions prises.

- AT-43 (escarmouche, science-fiction avec figurines prépeintes)
- BannerWar, univers fantasy semblable à celui de Le Seigneur des Anneaux, jeu stratégique avec figurines de 6mm à 32mm (Sajouvit, 2018)
- Batailles fantastiques : Le Neuvième Âge (tactique, médiéval-fantastique avec figurines), jeu libre de droit prévu pour l'échelle 28 mm  .
- Battlecars (embuscade, voitures armées façon Mad Max)
- Battletech (embuscade, mecha avec figurines)
- Battlespace (embuscade, space opera, version spatiale de Battletech)
- Car Wars (embuscade, voitures armées façon Mad Max)
- Confrontation (embuscade, médiéval-fantastique avec figurines)
- Cry Havoc (escarmouche, historique médiéval)
- Full Métal Planète (tactique, science-fiction avec figurines)
- Hell Dorado (escarmouche, médiéval-fantastique avec figurines)
- HeroScape (escarmouche, médiéval-fantastique avec figurines)
- Hordes (escarmouche, médiéval-fantastique avec figurines)
- Hordes of the Thing (tactique, médiéval-fantastique avec figurines), jeu du Wargame Research Group très semblable aux séries des DBx historiques. Se joue à de nombreuses échelles (2 mm à 28 mm).
- Mordheim (escarmouche, médiéval-fantastique avec figurines)
- Necromunda (escarmouche, science-fiction avec figurines)
- Rag'Narok (tactique, médiéval-fantastique avec figurines), l'évolution de Confrontation pour des batailles de plus grande ampleur.
- Warhammer Fantasy Battle (tactique, médiéval-fantastique avec figurines)
- Warhammer 40 000 (tactique, science-fiction avec figurines)
- Warmachine (escarmouche, médiéval-fantastique avec figurines)

Et la liste pourrait se poursuivre encore de plusieurs centaines de titres.

## Jeu vidéo de guerre

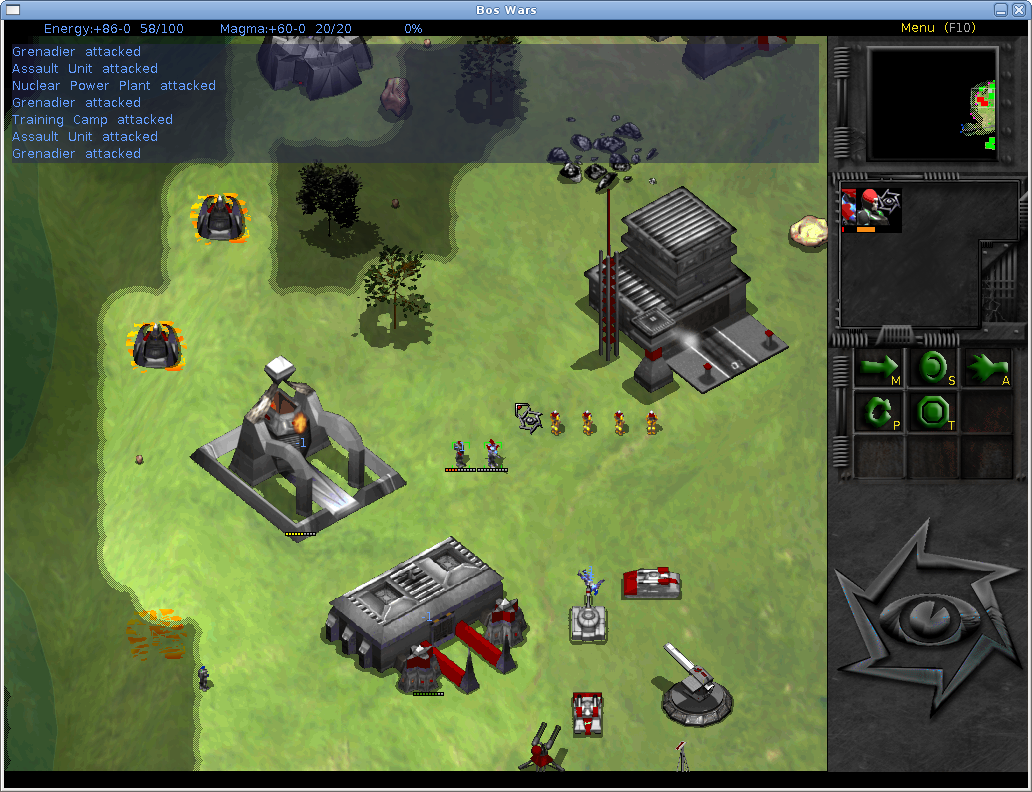
Capture d'écran d'un jeu de guerre vidéo de type RTS (pour Real Time Strategy, « jeu de stratégie en temps réel »), Bos Wars 2.5.

### Les différents types de jeu vidéo de guerre
La presse et les forums utilisent souvent certains sigles :
- 4X : eXplore, eXpand, eXploit, eXterminate. Exemple : Civilization.
- STR (ou RTS) : Stratégie en Temps Réel. Exemples : Wargame: AirLand Battle, Command and Conquer, Age of Empires, Warcraft, Sudden Strike, Blitzkrieg.
- SSTR : Simulation Stratégique en Temps Réel, aussi appelée jeu de grande stratégie. Exemples : Victoria: An Empire Under the Sun, Hearts of Iron IV, SR2010 ou Hegemony.
- TBS : Turn Based Strategy, jeux de stratégie au tour par tour. Exemples : Total War, Civilization, Heroes of Might and Magic, X-Com.

Certains jeux récents sont créés par des militaires, à des fins de recrutement, d'entraînement...

### Avantages et inconvénients
L'informatique offre de nombreux avantages aux simulations :
- plus besoin de lancer le dé en permanence ;
- pas de trace des mouvements à conserver ;
- possibilité de sauvegarder facilement les positions ;
- facilité à trouver des partenaires de jeu en passant par Internet ;
- apparemment, plus la peine d'apprendre les règles, la machine s'en charge pour le joueur en se chargeant des déplacements et des résolutions de combats (mais pour optimiser la stratégie, la connaissance des règles est quand même requise).

Mais l'informatique apporte aussi des désavantages qui diminuent avec l'augmentation de la puissance (et la baisse corrélative des prix) des ordinateurs :
- l'intelligence artificielle est souvent moins performante que celle d'un humain ;
- le manque d'interaction humaine ;
- des règles peuvent être beaucoup plus compliquées et donc difficiles à comprendre, surtout lorsqu'elles ne sont pas totalement exposées au joueur (facteur aléatoire) ;
- une certaine difficulté à voir l'ensemble du champ de bataille en détail sauf à pouvoir zoomer.

Ces jeux diffèrent des traditionnels jeux vidéo de stratégie en temps réel car ils sont le plus souvent basés sur un système de tour par tour avec néanmoins une limite de temps pour garder un rythme.
Un débat sépare anciens et nouveaux joueurs sur ordinateur (les anciens venant des wargames sur cartes ou des jeux de société). Les anciens aiment l'analyse et la profondeur de simulation offerts par l'informatique. Ils préféreront donc des jeux au tour par tour. Les nouveaux recherchent dans les jeux vidéo la dynamique de jeu et les effets graphiques proposés. Les jeux en temps réel retiendront plus leur attention.

### Quelques jeux vidéo de guerre

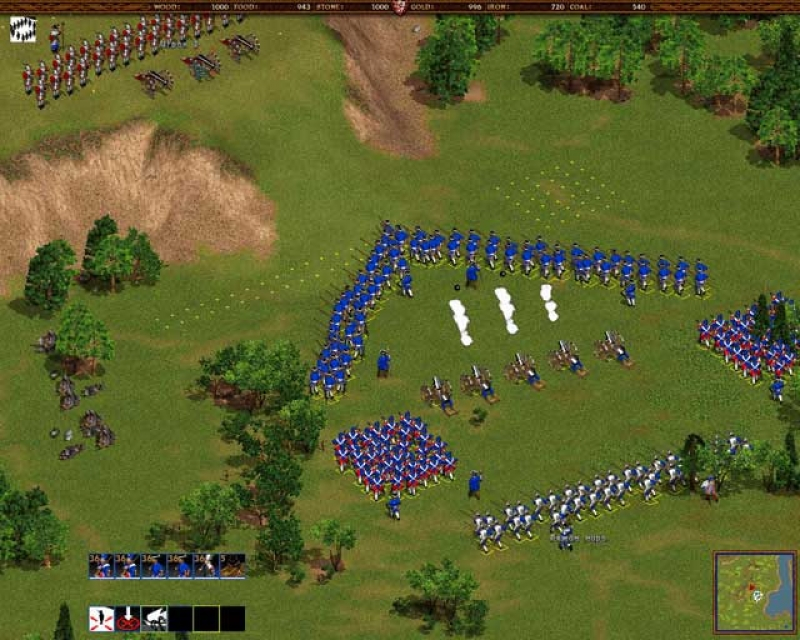
Tirs d'artillerie avant la bataille dans Cossacks: European Wars. La configuration du terrain est importante ; ici le joueur rouge est en position dominante au sortir d'un goulot d'étranglement en pente.

- Battle for Wesnoth (tactique, univers heroic fantasy)
- Birth of America (BoA) sur la guerre de Sept Ans dans le nouveau monde et sur la guerre d'indépendance américaine
- Close Combat (tactique, Seconde Guerre mondiale)
- Combat Mission (tactique, Seconde Guerre mondiale)
- Cossacks II: Napoleonic Wars
- La série Hegemony (stratégie et batailles en temps réel):
  - Hegemony Gold: Wars of Ancient Greece (Antiquité, Grèce antique)
  - Hegemony Rome: The Rise of Caesar (Antiquité, Rome antique)
  - Hegemony III: Clash of the Ancients (Antiquité, Italie préromaine)
- Steel Panthers (tactique, Seconde Guerre mondiale)
- Codename: Panzers (stratégie, Seconde Guerre mondiale)
- Panzer General (stratégique, Seconde Guerre mondiale)
- Les jeux Paradox (origine du type jeu de grande stratégie)
  - Europa Universalis III et Europa Universalis IV (stratégique, du XVe siècle au XIXe siècle)
  - Hearts of Iron II, Hearts of Iron 3 et Hearts of Iron 4 (stratégique, Seconde Guerre mondiale)
  - Victoria: An Empire Under the Sun et Victoria II (stratégique, âge du capitalisme industriel au XIXe siècle)
- La série Total War (batailles en temps réel et stratégie au tour-par-tour) :
  - Shogun: Total War (Japon féodal)
  - Medieval: Total War (Moyen Âge)
  - Rome: Total War (Antiquité)
  - Medieval 2: Total War (Moyen Âge et début de la Renaissance)
  - Empire: Total War (XVIIIe siècle)
  - Napoleon: Total War (chevauchement entre le XVIIIe siècle et XIXe siècle)
  - Total War: Shogun 2 (XVIe siècle dans le Japon féodal)
  - Total War: Rome 2 (Antiquité)
- War Leaders: Clash of Nations (batailles en temps réel et stratégie au tour-par-tour, Seconde Guerre mondiale)
- HistWar Les Grognards (batailles en temps réel de l'époque napoléonienne)
- Advance Wars (batailles au tour-par-tour)
- La série Wargame: AirLand_Battle (batailles en temps réel et stratégie au tour-par-tour, IIIe Guerre mondiale)
  - Wargame: European_Escalation (Forces terrestres et héliportées: Pacte de Varsovie, URSS, OTAN)
  - Wargame: AirLand_Battle (Forces terrestres et aériennes: Pacte de Varsovie, URSS, OTAN)
  - Wargame: Red Dragon (Forces Terre/Air/Mer : Japon, Corée du Nord et du Sud, Chine, URSS, Pacte de Varsovie, OTAN, Commonwealth, Eurocorps)

#### Presse spécialisée
- Vae Victis et son éditeur Histoire et Collections,
- Gazette du Wargamer

#### Sites militaires
- (en) [PDF] "Global War Game", Simulations de conflits mondiaux par les forces armées des États-Unis effectué entre 1979 et 1983
- (en) [PDF] Simulations de conflits mondiaux par les forces armées des États-Unis entre 1984 et 1988 (185 p.)

#### Forums et sites spécialisés
- Strategikon Le plus important forum français de jeu d'histoire / de wargame sur carte
- Frogofwar Site entièrement consacré aux wargames sur carte, avec présentation de jeu, critique, etc.
- L'Estafette Le forum français de tous les jeux d'histoire (sur carte, avec figurines, sur ordinateurs)
- Dimicatio Blog consacré aux jeux, d'histoire et wargames
- Le clan des officiers Communauté francophone consacrée aux jeux vidéo sur PC et sur thème de Seconde Guerre mondiale
- Alliance Francophone Communauté francophone consacrée aux jeux vidéo 2nde GM ainsi qu'à ceux inspirés par Squad Leader
- (en) Consimworld Le plus important des forums consacrés aux jeux d'histoire
- (en) Boardgamegeek Le site de référence sur les jeux et concepteurs de jeux (notes, références, photos)
- (en) Wargamer
- (en) Web-Grognards